# جامعة أماسيا
جامعة أماسيا (بالتركية: Amasya Üniversitesi) هي جامعة تركية تقع في أماسيا في محافظة أماسية بتركيا. تأسست في 17 مارس 2006.

## الكليات والمعاهد
- كلية التربية
- كلية الصحة
- كلية العلوم والآداب
- كلية التكنولوجيا
- كلية الهندسة المعمارية
- كلية الطب (بالتعاون مع جامعة Samsun Ondokuz Mayıs)
- كلية الاقتصاد والإدارة (غير نشطة بعد)
- معهد العلوم العلمية
- معهد العلوم الاجتماعية

## روابط خارجية
- الموقع الرسمي